# 손흥윤
손흥윤(1989년 1월 18일 ~ )은 대한민국의 은퇴한 축구 선수이다. 
할스틴벡 렝릴겐이라는 독일 5부리그 팀에서 축구를 했지만 큰 부상 때문에 일찍이 현역에서 은퇴를 했다. 현재는 유소년 코치로 활동하고 있다.
2019년, 손흥민의 다큐멘터리 손세이셔널 - 그를 만든 시간 4화에 출연하여 얼굴을 알렸다.

## 가족
- 아버지: 손웅정
- 어머니: 길은자
- 남동생: 손흥민
- 배우자
  - 아들: 손시준
  - 딸: 손시아